# Gouvernement d'union nationale de transition
23 mars 1979 – 7 juin 1982
Entités précédentes :
- République du Tchad

Entités suivantes :
- République du Tchad

Le Gouvernement d'Union nationale de transition (GUNT) était une coalition de groupes armés qui régnèrent sur le Tchad entre 1979 et 1982, durant la phase la plus chaotique de la guerre civile depuis 1965. Il était dirigé par Goukouni Oueddei, remplaçant l'alliance fragile de Félix Malloum et de Hissène Habré. L'intervention française, soutenue par les États-Unis, après l'invasion libyenne, marque un terme au GUNT, Habré reprenant le pouvoir et Oueddei étant contraint à l'exil.
Le GUNT est officiellement dissous en 1986 en raison de dissensions internes et avec la Libye.